# Åløkkeskoven
Snapind Skov (vest for Åløkkevænget), Åløkke Skov og Næsbyhoved Skov kaldes i daglig tale Åløkkeskoven, er en naturskov beliggende i centrum af Odense.

Skoven strækker sig fra Mogensensvej i syd til Glud og Marstrand i Nord, fra Jernbanevej i vest til Gammelsø i Øst.

## Historie
Åløkkeskoven er beskrevet helt tilbage til Kong Frederik I’s tid. Skoven ejedes på dette tidspunkt af Sankt Hans kloster i Odense.
På Jürgen Themsens kort over Odense fra 1717 kan man se skoven. Skovkanten er stort set uændret i dag.
Skoven lå oprindeligt ned til Næsbyhoved Sø.

## Fortidsminder
I skoven findes en fredet rundhøj fra oldtiden. 55.40645 10.36711

## Foreninger, klubber og institutioner i skoven
En lang række foreninger, klubber og institutioner hører til i og ved skoven.
KFUM -spejderne, Gråbrødre Gruppe
Odense Bueskytteklub
Odense Orienteringsklub
Skovbrynet Rudolf Steiner vuggestue og børnehave
Fåreholderlauget